# Protubera sabulonensis
Protubera sabulonensis är en svampart som beskrevs av Malloch 1989. Protubera sabulonensis ingår i släktet Protubera och familjen Phallogastraceae.   Inga underarter finns listade i Catalogue of Life.